# Mudersbach
Mudersbach ist eine Ortsgemeinde im Landkreis Altenkirchen (Westerwald) in Rheinland-Pfalz. Sie gehört der Verbandsgemeinde Kirchen (Sieg) an.

## Geographie

### Geographische Lage
Mudersbach mit seinen drei Ortsteilen Mudersbach, Niederschelderhütte und Birken ist eine Gemeinde mit rund 6000 Einwohnern im Siegtal im äußersten Nordosten des Landes Rheinland-Pfalz. Geografisch und landsmannschaftlich gehört die Gemeinde zum Siegerland. Die Gegend ist hügelig bis bergig, stark bewaldet und teilweise von vulkanischen Einflüssen geprägt. Höchste Erhebung ist der Giebelwald mit 528 m ü. NHN, wohingegen das Tal der Sieg auf etwa 230 m ü. NHN liegt. An Mudersbach grenzt im Nordosten die Großstadt Siegen in Nordrhein-Westfalen. Beide Zentren liegen nur knapp 8 Kilometer auseinander. Die nächste größere Stadt auf rheinland-pfälzischer Seite ist Betzdorf (12 Kilometer).

### Gemeindegliederung
Rechts der Sieg liegen der Hauptort Mudersbach und der Ortsteil Niederschelderhütte, am linken Siegufer der Ortsteil Birken und die zum Ortsteil Mudersbach gehörende Siedlung „Kronacker“. Über die Sieg führen auf Gemeindegebiet drei Straßenbrücken und drei Eisenbahnbrücken, eine davon als Grenzbrücke zu Nordrhein-Westfalen. Der Ortsteil Niederschelderhütte ist mit dem benachbarten Siegen-Niederschelden zu einem umgangssprachlich „Schelden“ genannten Ort zusammengewachsen.

## Geschichte
Erstmals urkundlich erwähnt wurde Mudersbach um 1188/1190. Auf einem Pergament, das kürzlich erworbene Grundstücke des Kölner Erzbischofs Philipp von Heinsberg (1167–1191) zeigt, findet sich auch ein „Morsbag iuxta Froizpreh“ (Mudersbach nahe der Freusburg) für 20 Mark damaliger Währung. Jedoch fragt man sich auch noch heute, ob damit nicht vielleicht das 26 km weiter entferntere oberbergische Morsbach gemeint ist, wo bereits 1131 eine Kirche nachgewiesen wurde. Ab dem hohen Mittelalter findet dann ein niederadliges Geschlecht derer von Mudersbach als Vasallen der Grafen von Sayn Erwähnung, erstmals belegt mit Ludwig von Mudersbach 1252, und vermutlich im frühen 16. Jahrhundert ausgestorben. Eine weitere urkundliche Erwähnung Mudersbachs datiert vom 5. Juni 1286. Die erste absolut einwandfreie Erwähnung des Ortes als solchem erfolgte in einer Urkunde vom 24. August 1456, dem Bartholomäustag jenes Jahres, an dem Johan van Seelbach, Diederichs Sohn und seine Frau Eelgin ihrem Bruder und Schwager Friedrich van Seelbach und dessen Frau Agnes ihr Erbe verkaufen, das sie im Kirchspiel zu Kirchfreusburg, nämlich zu „Modersbach“ und zu der „Stroet“ haben.
1741 verfasst der in Friedewald tätige Amtsaktuar Johann Heinrich Lamprecht den ersten ausführlichen Bericht über Mudersbach: Mudersbach hat 42 Räuche, an Äckern und Wiesen 275 Morgen, weitläufig schöne Hauberge, gibt 6 Rtlr. 40 albus 2½ d. Schatz.
Im Zweiten Weltkrieg kam es ab 1941 zu vereinzelten Bombenabwürfen über Mudersbach. Vor allem in den letzten Kriegsmonaten richteten die Luftangriffe im Ort auch größeren Schaden an. Der Ort selbst wurde am Karfreitag, den 30. März 1945 von Einheiten der US-Armee erreicht. Nach einigen Tagen Straßen- und Häuserkampf endeten die Kampfhandlungen in Mudersbach mit dem Weiterrücken der Amerikaner am 8. April 1945.
Der heutige Mudersbacher Ortsteil Niederschelderhütte entstand im frühen 18. Jahrhundert mit der Ansiedlung einiger weniger Häuser in der Nähe der Schelder Hütte, einem auf Mudersbacher Gemarkung liegenden historischen Hüttenbetrieb. Im späten 19. Jahrhundert nahm der Ort als Wohnsiedlung der Arbeiter des 1898 erbauten neuen Stahlwerks Charlottenhütte einen steilen Aufschwung. Der Ort ist mit dem benachbarten Niederschelden, das seit 1975 zu Siegen gehört, heute praktisch zusammengewachsen. Die Sieg, und damit auch die Landesgrenze zwischen Nordrhein-Westfalen und Rheinland-Pfalz, verläuft mitten durch das Werksgelände des Stahlwerks. Versuche, durch Gebietstausch die teils für Verwirrung sorgende Lage eines Stahlwerks in zwei Ländern zu ändern, scheiterten an mangelndem politischen Willen in Mainz und Düsseldorf.

### Einwohnerstatistik
Die Entwicklung der Einwohnerzahl von Mudersbach, die Werte von 1871 bis 1987 beruhen auf Volkszählungen:
| Jahr | Einwohner |
| ---- | --------- |
| 1815 | 409       |
| 1835 | 556       |
| 1871 | 1.262     |
| 1905 | 3.645     |
| 1939 | 4.611     |

| Jahr | Einwohner |
| ---- | --------- |
| 1950 | 5.027     |
| 1961 | 6.046     |
| 1970 | 6.472     |
| 1987 | 5.931     |
| 1997 | 6.434     |

| Jahr | Einwohner |
| ---- | --------- |
| 2005 | 6.326     |
| 2011 | 5.913     |
| 2017 | 5.796     |
| 2024 | 5.894     |

### Konfessionsstatistik
2005 waren 38,6 % der Einwohner evangelisch und 46,5 % katholisch. Die übrige 14,9 % gehörte einer anderen Glaubensgemeinschaft an oder war konfessionslos. Der Anteil der Katholiken und die der Protestanten an der Gesamtbevölkerung ist seitdem gesunken. Derzeit (Stand 31. März 2025) sind von den Einwohnern 30,5 % evangelisch, 32,4 % katholisch und 37,1 % sind konfessionslos oder gehören einer anderen Glaubensgemeinschaft an.

## Politik

### Gemeinderat
Der Gemeinderat in Mudersbach besteht aus 22 Ratsmitgliedern, die bei der Kommunalwahl am 9. Juni 2024 in einer personalisierten Verhältniswahl gewählt wurden, und dem ehrenamtlichen Ortsbürgermeister als Vorsitzendem. 
Die Sitzverteilung im Gemeinderat:
| Wahl   | SPD | CDU | FDP | FWS * | Gesamt   |
| ------ | --- | --- | --- | ----- | -------- |
| 2024   | 10  | 9   | –   | 3     | 22 Sitze |
| 2019 * | 7   | 11  | –   | 4     | 22 Sitze |
| 2014   | 10  | 12  | –   | –     | 22 Sitze |
| 2009   | 8   | 13  | 1   | –     | 22 Sitze |
| 2004   | 9   | 12  | 1   | –     | 22 Sitze |

### Bürgermeister
Christian Peter (SPD) wurde am 23. Juni 2021 Ortsbürgermeister von Mudersbach. Bei der Direktwahl am 6. Juni 2021 war er mit einem Stimmenanteil von 92,8 % gewählt worden. Diese Neuwahl wurde notwendig, da sein Vorgänger Maik Köhler (CDU) am 9. Februar 2021 verstorben war. Christian Peter wurde bei der Direktwahl am 9. Juni 2024 mit 83,0 % für weitere fünf Jahre in seinem Amt bestätigt
Bürgermeister von Mudersbach seit 1948
- 1948–1960 Theodor Frye
- 1960–1964 Adolf Euteneuer
- 1964–1978 Benno Reifenrath († 2013)[15]
- 1978–1984 Walter Recht (CDU) († 1996)[16]
- 1984–2001 Hans Kraft (SPD) († 2021)
- 2002–2004 Brigitte Göbel (SPD)
- 2004–2021 Maik Köhler (CDU) († 2021)
- seit 2021 Christian Peter (SPD)

### Wappen
| Wappen von Mudersbach | Blasonierung: „Schild gespalten, vorne in Silber ein halber rotbewehrter schwarzer Reichsadler, hinten geteilt, oben in Silber rotes Balkenkreuz, unten in Grün silberner Windofen.“ |
| Wappen von Mudersbach | Wappenbegründung: Als Erinnerung an das „Perdium liberorum virorum“ („Das Land der freien Männer“), welches sich mit der „Haigeromarca“ deckte und im frühen Mittelalter dem König unmittelbar unterstand, bringt die eine Schildhälfte den halben Reichsadler. Wie aus den vorliegenden Urkunden von 914 und 1048, aus welchen die Grenzziehung der Haigermark hervorgeht, zu ersehen ist, gehörte Mudersbach zu diesem Gebiet. Nach 1324 gehörte das gesamte zu Freusburg gehörende Gebiet zu Kurtrier. In Erinnerung daran, und dass die Gemeinde Mudersbach heute noch der Diözese Trier kirchlich zugeordnet ist, wurde das rote Balkenkreuz in das Wappen aufgenommen. Der Windofen, nach den Formen der latènezeitlichen Schmelzöfen, die in der Gemeinde Mudersbach ausgegraben wurden, soll die bis in die Gegenwart in Mudersbach betriebene Eisenverhüttung symbolisieren. Das Grüne im Feld deutet auf die bis heute betriebene Haubergswirtschaft hin. |

## Kultur und Sehenswürdigkeiten

### Denkmäler
- Liste der Kulturdenkmäler in Mudersbach
- Liste der Naturdenkmale in Mudersbach

### Regelmäßige Veranstaltungen
- Bekannt ist Mudersbach für die „Mudersbacher Kirmes“, ein dreitägiges Volksfest mit Rummel, das seit dem Jahr 1828 jährlich an jenem Wochenende abgehalten wird, das dem ersten Montag im Oktober vorausgeht (auch „Quetschekirmes“ genannt nach den zu dieser Jahreszeit in Mudersbach gerne verzehrten Pflaumenkuchen).
- Die Theatergruppe Mudersbach absolviert jährlich vier abendfüllende Auftritte (in den Herbstferien).
- Weitere jährliche Veranstaltungen sind der Mudersbacher Giebelwaldlauf, ausgerichtet von der DJK jahnschar Mudersbach e. V., das Waldfest der Freiwilligen Feuerwehr Niederschelderhütte in den Schöppsches Tannen, welches alljährlich am zweiten Wochenende im Juli stattfindet, sowie das Waldfest des Gesangvereins „Liederkranz“ am Pfingstwochenende in Birken und ebenso ein Jahreskonzert der Siegtaler Musikanten Mudersbach e. V.
- Mudersbach beteiligt sich auch an der jährlichen Veranstaltung Siegtal Pur, einem autofreien Sonntag von der Siegquelle bis zur Siegmündung.

### Sport
Im Jahr 1943 spielte Germania Mudersbach in der damals höchsten Spielklasse, der Gauliga Mittelrhein, und gewann in einem Meisterschaftsspiel gegen den FV Engers mit 32:0 Toren. 1952 wurde Mudersbach Rheinland-Meister.
Die Fußballabteilung des TuS ist mittlerweile aus dem Gesamtverein ausgegliedert und mit dem benachbarten SC 09 Brachbach fusioniert. Der neue Verein „Sportgemeinschaft Mudersbach-Brachbach“ spielt in der Siegerländer Bezirksliga.

### Wandern
Der Giebelwald (höchster Berg Giebelberg, 528 Meter ü. NN.) lädt zum Wandern, Nordic Walking oder Mountain-Biking ein.

## Wirtschaft und Infrastruktur
Hauptarbeitgeber war seit dem 19. Jahrhundert die Charlottenhütte bzw. das Stahlwerk im Ortsteil Niederschelderhütte. Das in den 1970er Jahren vom Krupp-Konzern übernommene Werk (Krupp-Stahlwerke Südwestfalen) produzierte bis ins Jahr 1980 Stahl mit bis zu 3000 Mitarbeitern. Das Hütten- bzw. Stahlwerk mit seinen Hochofen-Schornsteinen und den am Berg Birker Ley aufgeschütteten Schlackenhalden („Sandhalde“) prägte mehr als hundert Jahre lang das Leben in der Gemeinde.
Heute ist das bekannteste Produkt der Gemeinde nicht Stahl, sondern Bier – Erzquell Pils, das in der zunächst als Siegtal-Brauerei gegründeten Erzquell-Brauerei in Niederschelderhütte hergestellt wird.
In den Siegauen unterhalb des Ortsteils Birken entstand in den 1990er Jahren das Gewerbegebiet „Mudersbacher Wiesen“.
Wegen der räumlichen und geschichtlichen Nähe zu Siegen sind die Ortsteile Birken und Niederschelderhütte infrastrukturell vielfach an die Nachbarstadt angegliedert (zum Beispiel Telefon-Ortsnetz, Kabelfernsehen, Stromversorgung und eine Citybuslinie von Siegen).

### Öffentliche Einrichtungen
Mudersbach besitzt eine Grundschule im Ortsteil Niederschelderhütte. Außerdem stand in Mudersbach ein Hallenschwimmbad, das aber außer Betrieb ist. Die Räumlichkeiten wurden nur noch als Jugendtreff benutzt. Heute befindet sich der Jugendtreff in der neuen Giebelwaldhalle. Das Hallenschwimmbad war Teil des abgerissenen Hauptschul-Komplexes, der zeitweise auch als Berufsschule und Grundschule diente. Neben dem Gemeindebüro in Mudersbach befindet sich ein zweites im Ortsteil Niederschelderhütte. In diesem Gebäude sind neben der Gemeindeverwaltung, der Verwaltungssitz des Bürgermeisters, der örtliche Bauhof sowie die Freiwillige Feuerwehr Niederschelderhütte untergebracht.
Im Naturfreibad „Schinderweiher“ im Schindebachtal kann man von Anfang Juni bis Ende August dem Badevergnügen nachgehen. In Niederschelderhütte gibt es eine konfessionelle Kindertagesstätte (kath.), daneben eine kommunale Kindertagesstätte, ebenso befinden sich im Ortsteil Mudersbach und Birken kommunale Kindertagesstätten.

### Bildung
In Niederschelderhütte gibt es eine Grundschule (Martin-Luther-Grundschule).

### Kirchengemeinden
In den Ortsteilen Mudersbach und Birken überwiegt katholische, in Niederschelderhütte evangelische Bevölkerung. In Mudersbach und Niederschelderhütte steht jeweils eine katholische Kirche, St. Matthias in Niederschelderhütte, Maria Himmelfahrt in Mudersbach. Die beiden Pfarreien wurden zum 1. Januar 2008 zusammen mit St. Josef im benachbarten Brachbach zur gemeinsamen Pfarrei „Heilig Geist Brachbach-Mudersbach“ fusioniert.
Die evangelischen Christen gehören zur Emmaus-Kirchengemeinde Siegen im Kirchenkreis Siegen-Wittgenstein der Evangelischen Kirche von Westfalen.

### Verkehr
Wichtig für Wirtschaft und Fremdenverkehr ist die gute Straßenverkehrsanbindung des Gebiets, das aus allen Himmelsrichtungen über die A 45 und A 4 erreichbar ist. Die direkt benachbarte Großstadt Siegen sowie die nahe gelegenen Ballungsräume Köln/Bonn, Hagen/Dortmund und Frankfurt sind so schnell zu erreichen.
Die Bundesstraße 62 verläuft direkt durch den Ort. Seit Dezember 2016 ist das seit den 1980er Jahren geplante letzte Planungsstück von Siegen-Dreisbach nach Niederschelderhütte als Schnellstraße (Hüttentalstraße) befahrbar, wodurch sich die Anbindung an A45, A4 und Siegen weiter erheblich verbessert hat.
Durch Mudersbach verläuft die Siegstrecke der Deutschen Bahn. Im Gemeindegebiet liegen die Halte Brachbach, Mudersbach und Niederschelden, an der RE 9 Rhein-Sieg-Express, (Aachen-Köln-Siegburg/Bonn-Au (Sieg)-Siegen) der DB Regio NRW, sowie die Linien RB93 (Bad Berleburg-Siegen-Betzdorf (Sieg)) und die RB90 Limburg an der Lahn-Westerburg-Hachenburg-Altenkirchen-Au (Sieg)-Betzdorf-Siegen-Kreuztal der Hessischen Landesbahn HLB halten. Der Haltepunkt Mudersbach trug früher die Bezeichnung „Birken“ und wurde 1960 um etwa 500 m Richtung Siegen verlegt.

## Persönlichkeiten
- Adolf Bauer (1877–1948), Komponist
- Anna Utsch (1878–1904), Missionsschwester und Märtyrin
- Hermann Danz (1906–1945), KPD-Politiker und Widerstandskämpfer gegen den Nationalsozialismus
- Alois Stettner (1911–1957), Künstler und Kunsthandwerker
- Rainer Pohl (* 1944), Allgemeinmediziner, Ehrenbürger von Mudersbach seit dem 25. September 2019; geehrt für seinen jahrzehntelangen Einsatz um die medizinischer Versorgung der Gemeinde und der Region[19]
- Bernd Becher (1931–2007), Fotograf, verbrachte als Kind viel Zeit im Haus seiner unverheirateten Tanten Berta und Maria Becher[20]